# Квиритская собственность
Квиритская собственность (лат. dominium ex jure Quiritium) — в римском праве древнейший вид собственности («по праву квиритов» — ех iure Quiritium), субъектами которой могли быть римские граждане или те из иностранцев, которым было даровано ius commercii (право торговли).
Находившиеся в квиритской собственности вещи делились на:
- манципируемые (res mancipi — рабы и прирученный рабочий и вьючный скот), сделки в отношении которых происходили путём обряда манципации;
- неманципируемые (res nec mancipi — остальной скот и движимое имущество), сделки с которыми не требовали манципации. Позднее к res mancipi были отнесены земля и сельские сервитуты.

Перегрины не могли иметь квиритского права собственности. Принадлежащие им вещи постепенно стали охраняться нормами jus gentium аналогично праву собственности и так появилась особая перегринская собственность.
Земли римских провинций объектом частного квиритского права даже для римских граждан быть не могли и рассматривались, как общее достояние всего римского народа. В то время как владение землями в провинциях были обложены податью, квиритская собственность на землю в период республики была от всяких налогов свободна, вследствие чего свобода от податей в то время рассматривалась, как неотъемлемое качество самого права квиритской собственности. Хотя владение провинциальными землями теоретически не было настоящей собственностью, но практически оно провинциальными судами охранялось, как собственность, вследствие чего возникла новая юридическая категория — провинциальная собственность.